# Ałmaz Smanbekow
Ałmaz Smanbekow (kirg. Алмаз Сманбеков; ur. 13 lutego 1998) – kirgiski zapaśnik w stylu wolnym. Zajął dziewiąte miejsce na mistrzostwach świata w 2019 roku. 
Jedenasty na igrzyskach azjatyckich w 2018. Srebrny medalista mistrzostw Azji w 2023 i brązowy w 2022. Wicemistrz igrzysk solidarności islamskiej w 2021. Trzeci na mistrzostwach Azji juniorów w 2018 roku.